# Петрово (Калінінградська область)
Петрово (рос. Петрово) — селище Гур'євського міського округу, Калінінградської області Росії. Входить до складу Кутузовського сільського поселення.
Населення —  1162 особи (2015 рік). 

## Населення
| 1910 | 2002  | 2010  |
| ---- | ----- | ----- |
| 153  | ↗1110 | ↗1162 |